# Susumu Yamaguchi
Susumu Yamaguchi 山口益（やまぐち すすむ, né le 27 janvier 1895 à Kyoto et mort le 21 octobre 1976, est un savant et bouddhologue japonais, ancien président de l'Université Ōtani.
De 1927 à 1929, il a étudié en France le sanskrit, le tibétain et fait des recherches sur le Tripitaka du bouddhisme mahâyâna tibétain. En 1933, il est devenu professeur de l'Université Otani, président de l'Université Otani entre 1950 et 1958, et puis professeur émérite. Sur sa proposition, la Fondation des recherches culturelles Suzuki a édité, entre 1955 et 1961, des fac-similés photographiques du Tripitaka tibétain de la version de Pékin, et les "Etudes du bouddhisme tibétain" sur le bouddhisme mahâyâna en Inde d'après les documents en langue tibétaine. Professeur de l'Université de Kyoto Sangyo.
Il a reçu le Ruban Violet en 1962, le titre de personnage éminent culturel en 1964. Il est devenu de l'Académie japonaise des sciences en 1965, et directeur de l'Institut des enseignements et des recherches bouddhiques de la branche Shin Otani (Jōdo shinshū).